# Veli Budikovac
Veli Budikovac (na mjesnom narječju hrvatskog jezika Budihovac) je nenaseljeni otočić u hrvatskom dijelu Jadranskog mora. Veliki Budikovac, koji se na nekim zemljovidima naziva Budihovac, leži sjeveroistočno od otočića Ravnika. Udaljen je oko 3 km jugoistočno od naselja Rukavac na otoku Visu. Uz njega se nalaze otočić Mali Budikovac i hrid Sanak, koji zajedno s Velim Budikovcem tvore malu lagunu između njih.
Godine 2012., zabilježeno je da je dobio jednog stalnog stanovnika.
Površina otoka iznosi 0,316748 km². Dužina obalne crte iznosi 3,46 km, a otok se iz mora izdiže 35 metara.

## Vanjske poveznice
- TZ Komiža  Arhivirana inačica izvorne stranice od 25. kolovoza 2012. (Wayback Machine) Otok Budikovac Veli - istočna plaža